# Sigmund Christoph von Waldburg-Zeil-Trauchburg
Sigmund Christoph von Waldburg-Zeil-Trauchburg (Monaco di Baviera, 28 agosto 1754 – Salisburgo, 7 novembre 1814) è stato un vescovo cattolico tedesco, ultimo vescovo di Chiemsee e amministratore apostolico di Salisburgo.

## Biografia
Compì i propri studi a Salisburgo e divenne canonico di Colonia (1768), Costanza e Salisburgo (1776) e decano (1781) di Chiemsee.
Il 1º aprile 1797 venne nominato vescovo di Chiemsee, ricevendo la consacrazione episcopale il 7 aprile 1797 per mano dell'arcivescovo di Salisburgo, Hieronymus Joseph Franz de Paula von Colloredo-Wallsee und Mels. L'11 agosto 1808 rinunciò alla sua cattedra vescovile.
Nel 1812 venne riconosciuto quale amministratore dell'arcidiocesi di Salisburgo alla morte dell'arcivescovo (era già stato designato a questo ruolo in precedenza quando nel 1809 Napoleone lo nominò presidente della commissione amministrativa di Salisburgo). Per i meriti nel suo incarico ricevette la gran croce dell'Ordine al merito della corona bavarese.
Alla sua morte venne sepolto nella chiesa di San Sebastiano a Salisburgo.

## Genealogia episcopale
La genealogia episcopale è:
- Cardinale Scipione Rebiba
- Cardinale Giulio Antonio Santori
- Cardinale Girolamo Bernerio, O.P.
- Arcivescovo Galeazzo Sanvitale
- Cardinale Ludovico Ludovisi
- Cardinale Luigi Caetani
- Cardinale Ulderico Carpegna
- Cardinale Paluzzo Paluzzi Altieri degli Albertoni
- Papa Benedetto XIII
- Papa Benedetto XIV
- Vescovo Joseph Maria von Thun und Hohenstein
- Arcivescovo Siegmund Christoph von Schrattenbach
- Arcivescovo Jérôme Joseph Franz de Paula Colloredo von Wallsee und Mels
- Vescovo Sigmund Christoph von Waldburg-Zeil-Trauchburg

## Ascendenza
|                                                |                              |                                       | Genitori                                    |  |  | Nonni |  |  | Bisnonni                                      |  |  | Trisnonni                                |  |
|                                                |                              |                                       |                                             |  |  |       |  |  | Johann Christoph von Waldburg-Zeil-Trauchburg |  |  | Paris Jacob von Waldburg-Zeil-Trauchburg |  |
|                                                |                              |                                       |                                             |  |  |       |  |  | Johann Christoph von Waldburg-Zeil-Trauchburg |  |  | Paris Jacob von Waldburg-Zeil-Trauchburg |  |
|                                                |                              | Amalia Lucia van den Bergh            |                                             |  |  |       |  |  | Johann Christoph von Waldburg-Zeil-Trauchburg |  |  |                                          |  |
| Johann Jakob von Waldburg-Zeil-Trauchburg      |                              |                                       |                                             |  |  |       |  |  | Johann Christoph von Waldburg-Zeil-Trauchburg |  |  |                                          |  |
|                                                |                              | Maria Franziska von Montfort          | Johann VIII von Montfort                    |  |  |       |  |  |                                               |  |  |                                          |  |
|                                                |                              | Maria Franziska von Montfort          | Johann VIII von Montfort                    |  |  |       |  |  |                                               |  |  |                                          |  |
|                                                |                              | Maria Franziska von Montfort          | Maria Katharina von Sulz                    |  |  |       |  |  |                                               |  |  |                                          |  |
| Franz Anton von Waldburg-Zeil-Trauchburg       |                              | Maria Franziska von Montfort          |                                             |  |  |       |  |  |                                               |  |  |                                          |  |
|                                                |                              | Johann Josef von Khüenburg            | Johann Friedrich von Kienburg zu Ungersbach |  |  |       |  |  |                                               |  |  |                                          |  |
|                                                |                              | Johann Josef von Khüenburg            | Johann Friedrich von Kienburg zu Ungersbach |  |  |       |  |  |                                               |  |  |                                          |  |
|                                                |                              | Johann Josef von Khüenburg            | Johanna de Guzmán de Silva                  |  |  |       |  |  |                                               |  |  |                                          |  |
| Maria Elisabeth von Küenburg                   |                              | Johann Josef von Khüenburg            |                                             |  |  |       |  |  |                                               |  |  |                                          |  |
|                                                |                              | Josepha von Harrach zu Rohrau         | Ferdinand Bonaventura I von Harrach         |  |  |       |  |  |                                               |  |  |                                          |  |
|                                                |                              | Josepha von Harrach zu Rohrau         | Ferdinand Bonaventura I von Harrach         |  |  |       |  |  |                                               |  |  |                                          |  |
|                                                |                              | Josepha von Harrach zu Rohrau         | Johanna Theresia von Lamberg                |  |  |       |  |  |                                               |  |  |                                          |  |
| Sigmund Christoph von Waldburg-Zeil-Trauchburg |                              | Josepha von Harrach zu Rohrau         |                                             |  |  |       |  |  |                                               |  |  |                                          |  |
|                                                | Christoph Franz von Waldburg | Johann Ernst Truchsess von Waldburg   |                                             |  |  |       |  |  |                                               |  |  |                                          |  |
|                                                | Christoph Franz von Waldburg | Johann Ernst Truchsess von Waldburg   |                                             |  |  |       |  |  |                                               |  |  |                                          |  |
|                                                | Christoph Franz von Waldburg | Maria Monika von Königsegg-Aulendorf  |                                             |  |  |       |  |  |                                               |  |  |                                          |  |
| Friedrich Anton Marquard von Waldburg          | Christoph Franz von Waldburg |                                       |                                             |  |  |       |  |  |                                               |  |  |                                          |  |
|                                                |                              | Maria Sophia zu Oettingen-Wallerstein | Wolfgang IV zu Oettingen-Wallerstein        |  |  |       |  |  |                                               |  |  |                                          |  |
|                                                |                              | Maria Sophia zu Oettingen-Wallerstein | Wolfgang IV zu Oettingen-Wallerstein        |  |  |       |  |  |                                               |  |  |                                          |  |
|                                                |                              | Maria Sophia zu Oettingen-Wallerstein | Anna Dorothea von Wolkenstein-Rodenegg      |  |  |       |  |  |                                               |  |  |                                          |  |
| Maria Anna zu Waldburg                         |                              | Maria Sophia zu Oettingen-Wallerstein |                                             |  |  |       |  |  |                                               |  |  |                                          |  |
|                                                |                              | Johann Christoph von Khuenburg        | Christoph von Khuenburg                     |  |  |       |  |  |                                               |  |  |                                          |  |
|                                                |                              | Johann Christoph von Khuenburg        | Christoph von Khuenburg                     |  |  |       |  |  |                                               |  |  |                                          |  |
|                                                |                              | Johann Christoph von Khuenburg        | Anna Maria Constantia von Khuenburg         |  |  |       |  |  |                                               |  |  |                                          |  |
| Maria Karoline von Khuenburg                   |                              | Johann Christoph von Khuenburg        |                                             |  |  |       |  |  |                                               |  |  |                                          |  |
|                                                |                              | Maria Theresia von Khuenburg          | Sigismund Ludwig von Khuenburg              |  |  |       |  |  |                                               |  |  |                                          |  |
|                                                |                              | Maria Theresia von Khuenburg          | Sigismund Ludwig von Khuenburg              |  |  |       |  |  |                                               |  |  |                                          |  |
|                                                |                              | Maria Theresia von Khuenburg          | Anna Maria von Eibiswald                    |  |  |       |  |  |                                               |  |  |                                          |  |
|                                                |                              | Maria Theresia von Khuenburg          |                                             |  |  |       |  |  |                                               |  |  |                                          |  |